# МиГ-3
МиГ-З е съветски изтребител от периода на Втората световна война. Създаден през 1940 г., той е един от трите типа „модерни изтребители“ (с Як-1 и ЛаГГ-3), с които Съветския съюз влиза във войната. Произвеждан в сравнително кратък период от време – от 1940 г. до февруари 1943 г., МиГ-3 е доста добър за времето си самолет, останал известен в историята основно като изтребител-прехващач във военновъздушните сили на противовъздушната отбрана, тъй като специфичните му характеристики го правят не особено пригодим за фронтови изтребител през онези години – „височинният“ му двигател АМ-35А, предназначен за работа на големи височини, се задъхва на малките височини, на които основно се водят въздушните боеве на Източния фронт. Въпреки това МиГ-3 е използван и като такъв и дори като изтребител-бомбардировач, въоръжен с реактивни снаряди или бомби.

## Създаване и производство
Самолетът МиГ-3 е създаден на базата на изтребителя МиГ-1, с който имат съвсем малки разлики. Дори според някои автори обозначението МиГ-1 носят първите сто серийни самолета, а последващите ги вече са обозначавани МиГ-3.
След Гражданската война в Испания и боевете при Халхин-Гол, в които се сражават намиращите се на въоръжение съветски изтребители И-153 и И-16, става ясно, че те вече са остарели. Тези опасения се подсилват от сведенията на разузнаването, както и от изпитанията през 1938 г. на пленен в Испания немски изтребител Ме-109В. В резултат на това в началото на 1939 г. в Кремъл се провеждат редица съвещания, на които е взето решението за разработването на принципно нови типове изтребители. Едно от конструкторските бюра, натоварено с новата задача е ОКБ (Опитно Конструкторско Бюро) на Поликарпов, в което наред с другите самолети се разработва и проект, условно наречен „Х“. Но Поликарпов като син на свещеник и открито изповядващ православието, веднъж вече е лежал в ГУЛАГ и цял живот носи клеймото на „неблагонадежден“ и в резултат на това и вътрешни интриги във висшето ръководство, през декември 1939 г. от ръководеното от него конструкторско бюро е отцепен отдел, наречен ОКО-1 (Опитен Конструкторски Отдел), който в началото на 1940 г. прераства в ОКБ. Този отдел е възглавяван от Артьом Микоян, (брат на министъра на авиационната промишленост Анастас Микоян), а негов заместник е Михаил Гуревич – и двамата добри конструктори (особено Гуревич – той е „вторият“ след Поликарпов в ОКБ). Проектът „Х“ е доработен от тях и получава името И-200.
И-200 от самото начало е разработван с мисълта за масово производство и затова е с частично модулна конструкция. Построени са пет прототипа обозначени с цифрите от 1 до 5 (И-200 № 1 – И-200 № 5). Първият от тях започва наземни изпитания на 31 март 1940, а първият му полет е на 25 май, пилотиран от С. П. Супрун, който е във възторг от качествата на самолета. На базата на доклада му, още в края на деня пристига заповед за производството на серия от 125 самолета. Така фактически И-200 влиза в серия преди да са завършили изпитанията му. Изпитанията продължават, като в хода им са отстранявани различните проблеми, свързани с неизправности във въоръжението, двигателя АМ-35 и т.н. На 9 декември 1940 г. самолетът получава официалното обозначение МиГ-1. Но в края на същия месец, след постройката на 100-тния брой, производството му е спряно – в резултат на паралелно течащите изпитания, конструкцията на самолета е достатъчно изменена, за да се постави въпроса за ново име на самолета.
Новият самолет е модификация на прототипа И-200 № 4. Модификацията е в резултат на появилото се на 2 октомври 1940 г. изискване за увеличаване на радиуса на действие на новите изтребители. Лавочкин и Микоян се подчиняват на новото изискване, за разлика от Яковлев. В И-200 № 4 под кабината на пилота е поставен допълнителен самохерметизиращ се горивен резервоар с обем 250 л, което довежда до леки изменения в конструкцията и външния вид. Новият резервоар малко излиза извън силуета на тялото и затова е удължен обтекателят на двигателя, който е преместен 100 мм напред, за да се компенсира възникналото допълнително натоварване в опашната част. Направени са и други конструктивни изменения – в конструкцията на крилата, монтиран е нов радиатор на двигателя, усилено е шасито, заради нарасналата маса. Така доработеният самолет влиза в серийно производство под името МиГ-3. Максималната скорост на новия изтребител достига до 640 км/ч на височина 7800 м – най-високата от скоростите на съществуващите по това време серийни самолети в света. Любопитното е, че на този самолет с височинен двигател, конструктивно е предвидено монтирането на бомбодържатели, при това системата им за използване е най-добра от съществуващите съветски изтребители с подобни системи.

## Варианти
Първите варианти на МиГ-3 се различават основно по въоръжението. Освен оригиналния МиГ-3 с 1 х 12.7-мм картечница и 2 х 7.62 мм картечници, е произведена серия от 821 самолета с пет огневи точки – т.нар. „петточков“ МиГ-3. Допълнителните огневи точки са две 12.7-мм картечници БК, монтирани в гондоли под крилата. Тези картечници влошават до известна степен летателните характеристики на самолета и затова се отказват от тях. Впоследствие дори започва демонтирането им в полеви условия.
Произведени са и 315 „двуточкови“ МиГ-3, в които двете 7.62-мм картечници са заменени от една 12.7-мм картечница БС.
Други модификации са:
- МиГ-3 АМ-38 – Самолет с двигател АМ-38, който е предназначен за по-малки височини на полет. Поради недостига на тези двигатели (отново заради Ил-2) самолетът не се произвежда серийно, въпреки че има няколко машини, оборудвани с АМ-38, които взимат участие в бойни действия.

- МиГ-3У – Модификация на самолета, предназначена специално за ПВО, разработена в началото на 1943 г. МиГ-3У трябва да бъде с повишен таван на полета, по-висока скорост и скороподемност. Построени са 6 опитни екземпляра, като за постигане на изискванията са направени редица изменения с цел облекчаване на конструкцията. Въоръжението е две 20-мм оръдия ШВАК. Опитните самолети показват известни дефекти с витло-моторната група, които въпреки че са отстраними, довеждат до отказа за приемането му на въоръжение.

- МиГ-7 – Опитен вариант на самолета с двигател АМ-37. Построен е един опитен образец, който преминава изпитания през пролетта на 1941 г. Изпитанията са неудовлетворителни и самолетът е върнат за доработка, но започналата война спира работите по тази модификация.

- МиГ-9 – известен и като МиГ-9 (И-210) и МиГ-9 (первый).

## Производство
Самолетите са произвеждани основно в Завод № 1 в Москва (36 самолета са произведени в Завод № 155). През ноември 1941 г. заводът е евакуиран в Куйбишев, където са произведени още няколко самолета, но на 26 ноември идва телеграма от министъра (нарком) на авиационната промишленост А. И. Шахурин и парафирана от Сталин, с която се заповядва незабавното прекратяване на производството на МиГ-3 и преминаването към производство на щурмови самолети Ил-2, които трябва да се произвеждат във възможно максимални количества. Разрешено е да бъдат довършени само самолетите МиГ-3, които са в цеховете за сглобяване. Една от причините е и това, че двигателят АМ-35А се произвежда в същия завод, където се произвеждат двигателите АМ-38, необходими за Ил-2 и със спирането на неговото производство ще се освободят мощности за производството на АМ-38. А и височинният двигател АМ-35А, с който е оборудван МиГ-3, работи зле на малки височини, където се водят основно боевете на Източния фронт, има малък ресурс и е сложен за ремонт.
Но в завода, който работи буквално на полеви условия (мощностите заработват още преди да са построени стените около тях), не е възможно моменталното преминаване към новото производство. Завод № 1 продъжава да произвежда изтребители МиГ-3, като от 5 декември от поточните линии започват да излизат по два самолета на ден. Но на 23 декември директорът на завода А. Т. Третяков получава станалата по-късно легендарна (по отношение на Ил-2) телеграма на Сталин, която гласи:
| „                                                                                 | Вие подведохте нашата страна, нашата Червена Армия. Вие си разрешихте да не произвеждате Ил-2 досега. Самолетите Ил-2 сега са нужни на нашата Червена Армия като въздух, като хляб... Третяков дава по един, по два броя МиГ-3. Това е подигравка над страната, над Червената Армия. Моля ви да не изкарвате правителството от търпение и изисквам да произвеждате повече Ил-ове. Предупреждавам ви за последен път. СТАЛИН | “ |
| Из истории советской авиации: самолеты ОКБ имени С.В.Ильюшина. М., 1985. стр. 105 | |   |

След това красноречиво предупреждение, завод № 1 веднага преминава към производството на щурмовиците Ил-2, като през 1942 г. само довършва готовите за сглобяване МиГ-ове.
От декември 1940 г. до февруари 1943 г. (Завод № 155 произвежда през 1943 г. 6 машини) са произведени общо 3178 самолета МиГ-3.

## Бойна биография

### Първите дни на войната
Войната започва за МиГ-3 по-рано. Още през април 1941 г. машини от този тип излитат няколко пъти на прехват на немски разузнавателни самолети, нарушаващи съветското въздушно пространство. На 15 април 1941 г. край гр. Ровно каца принудително немски разузнавателен самолет Ju 86P-1, летящ с граждански регистрационен номер. Според някои данни е атакуван от МиГ-3, който поврежда единият му двигател. От април са и първите загуби – на 10 април 1941 г. три изтребителя от базата в Каунас излитат на прехват на летящ на голяма височина нарушител. Поради непознаване на новата машина и техниката на пилотиране два от самолетите се разбиват, като единият пилот загива.
Проблемът с преминаването на новата машина е общ за подразделенията, които я получават. На пилотите, свикнали с И-153 и И-16 им е трудно да свикнат със самолет с изместен назад център на тежестта, какъвто е МиГ-3. Дори нещо повече – летецът-изпитател П. М. Стефановски, изпратен през май 1941 г. в Кишинев, със задача да помогне при приучването на МиГ-3, с изненада установява, че с новия изтребител не е направен нито един, дори и пробен полет; а когато започва да обяснява качествата на новата машина, се сблъсква с недоверието на пилотите към самолета. На 1 юни във ВВС на Западния Военен окръг има само 64 пилоти, обучени на новата машина, а за нощни полети и полети в сложни метеорологични условия – само 4. И ако все пак полетната подготовка върви с някакви, макар и бавни темпове, то тактическа почти не е провеждана.
Това е и една от основните причини за тежките загуби в първите дни на войната. На 22 юни 1941 г. след внезапния удар на немската авиация, голяма част от самолетите е унищожена по летищата, много от успелите да излетят самолети също са свалени. Така например, 9 САД (смесена авиодивизия) от Западния Военен Окръг до края на деня губи 347 от числящите се в нея 409 самолета. Все пак не всички подразделения са хванати неподготвени – осем МиГ-3 от 55-и ИАП (Изтребителен Авиационен Полк) от Одеския Военен Окръг, в който служи бъдещият съветски ас А. И. Покришкин водят бой с 20 бомбардировача Heinkel He 111, прикривани от 18 Ме-109, като не им позволяват да нанесат тежки поражения на летището. През този ден е и първия боен полет и на Покришкин, но първата жертва на неговия МиГ става съветски Су-2, свален погрешка. Когато е в опитни ръце МиГ-3 е опасно оръжие. Пример за това е боят, който води капитан А. Карманов от 4-ти ИАП в ранната утрин на 22 юни 1941 г. В 5:10, изпълнявайки планов полет с „петточков“ МиГ-3, той се сблъсква във въздуха с противникова формация от 27 бомбардировача Junkers Ju 88, прикривани от девет Ме-109. Независимо от съотношението 1:36, Карманов атакува и сваля един бомбардировач. Деветте немски изтребителя се нахвърлят върху него, но в разгорелия се въздушен бой, още един от тях е свален. Карманов оцелява и каца успешно, а самолетът му прилича на решето. С МиГ-3 също от Одеския военен окръг, но от 146 ИАП, е извършен и първият нощен таран в тази война. Пилотиран е от старши лейтенант К. Оборин, който на 25 юни в 3:20 ч. сутринта атакува един He-111 и след изразходването на боеприпасите, удря с витлото си опашката на немския самолет, след което каца успешно.
Но МиГ-3 не е особено подходящ за фронтови изтребител, защото двигателят му е пригоден за работа на големи височини, а немците извършват бойните си полети на височини от порядка на 1500 – 2000 м и затова оцелелите МиГ-ове са прехвърлени във войските на ПВО или са пренасочени към изпълнението на разузнавателни полети.

### Изтребител-бомбардировач
Използването на МиГ-3 като изтребител-бомбардировач започва още от първите дни на войната. Тези самолети единствени от новите типове получават в предвоенно време бомбодържатели и подобрена електрическа система, осигуряваща тяхната работа. Две-три седмици след началото на бойните действия пилотите на МиГ-3 вече успяват да постигнат определени успехи при атаките по пехотата и техниката на противника, за което време обаче заплащат немалка цена. Например при една атака на 7 юли 1941 г. група МиГ-ове, въоръжени с бомби изненадващо атакуват летище Лепел, северозападно от Орша. При тази атака са извадени от строя няколко пикиращи бомбардировача Ju-87 (според съветските пилоти унищожени и повредени са 18 машини и три са свалени във въздуха), но от зенитния огън на немците са свалени 9 изтребителя. Причината отново е в ниската подготовка на пилотите за подобни действия.
На 24 септември 1941 г. е издадена заповед за оборудването на МиГ-3 с пускови установки за реактивни снаряди. В заводски условия са оборудвани около 270 машини, други са оборудвани във фронтовите работилници. Правени са опити за поставянето на касети с ампули със запалителна смес „КС“, но това оръжие се оказва много капризно – най-малкото невнимание може да доведе до подпалване на собствената машина, – затова те не получават широко разпространение.
В хода на Операция Тайфун и съветското контранастъпление под Москва, самолетите МиГ-3 от 6 ИАК (Изтребителен Авиационен Корпус), осигуряващ въздушната защита на Москва, все по-често са привличани за изпълнението на щурмови задачи по остъпващите немски войски. Тези полети съставляват от 1/4 до 1/3 от всички полети на отделните полкове. Това проличава и от следното: На 4 март 1942 г. на младши лейтенант В. Н. Матаков от 27 ИАП е присвоено званието Герой на Съветския съюз, като в предложението му за удостояване с високото звание, командирът на 6 ИАК, полковник Митенков, пише: „В 54 от 163 полета младши лейтенантът унищожава наземния противник. В резултат на самоотвержените му действия врагът се лиши от 87 каруци, 155 коня, 38 покрити фургона, 5 цистерни с бензин, 230 войници и офицери. Трикратно неговият МиГ-3 получава сериозни повреди, но Матаков се връща на своето летище с почти загубилият управление самолет.“

### В ПВО и отбраната на Москва
Въпреки че е разработван като фронтови изтребител, благодарение на добрите си височинни характеристики МиГ-3 влиза на въоръжение във военновъздушните сили на противовъздушната отбрана, където освен обикновените задачи, негово задължение е прехвата на противниковите разузнавачи и бомбардировачи, летящи на голяма височина. Силите на ПВО, които получават тези самолети преди войната са тези на Ленинградския и Московския военни окръзи. Благодарение на високата си скорост МиГ-3 се оказва много подходящ за изтребител-прехващач, защото старите И-153 и И-16 не могат да догонват немските бомбардировачи, докато бързия МиГ може да повтори атаката и след това дълго да преследва противника.
Най-голяма известност като изтребител-прехващач МиГ-3 получава във въздушната битка за Москва 1941 – 1942 г. Там самолетите от 6 ИАК, защитаващи столицата, изпълняват дневни и нощни полети на всякави височини. През октомври-ноември Луфтвафе извършват 72 нападения над града, но всички те са отбити с големи загуби от силите на ПВО (включващи изтребители от различни типове, включително доставяните по Ленд-лийз американски P-40 и английски Хърикейн). Немските бомбардировачи летят при тези нападения на височини от 1500 до 2500 м и затова се взема решение бомбардировките да се провеждат от по големи височини от порядъка на 5000 – 6000 м. Но там са изтребителите МиГ-3, които на такава височина превъзхождат по летателните си характеристики всички самолети – и своите, и немските. В края на ноември 1941 г. Луфтвафе вече започва да губи превъзходството си във въздуха на Московското направление. Голяма роля за това изиграват с огромния обем работа, която извършват и изтребителите МиГ-3, което ги превръща в един от символите на успеха на съветските ВВС в хода на есенно-зимните боеве над Москва и Подмосковието.